# Emil Herlenius
Emil Herlenius, född 26 november 1867 i Kroppa socken, Värmlands län, död 20 juni 1944, var en svensk teolog. Han var son till Jonas Herlenius och bror till August Herlenius.
Herlenius blev teologie kandidat vid Uppsala universitet 1895 och lektor i kristendom vid Högre allmänna läroverket i Falun 1908. Han utgav flera arbeten om sekteristiska rörelser i Sverige, såsom Erik-Jansismen i Sverige (1897) och Erik-Jansismens historia (1900).